# Родіонов Сергій Костянтинович
Сергі́й Костянти́нович Родіо́нов (рос. Сергей Константинович Родионов; 22 червня 1859, Владимир — 1925, Москва) — російський архітектор. Батько пасічника Костянтина Родіонова.

## Біографія
Потомствений дворянин. Навчався в 3-й Московській гімназії. 1883 року закінчив Московське училище живопису, скульптури та зодчества зі званням класного художника архітектури та Великою срібною медаллю. Від 1881 року перебував на службі у Владимирському дворянському зібранні, членом якого був він сам і його батько. Продовжив освіту в Імператорській академії мистецтв, проте не завершив її.
Архітектурну практику розпочав 1884 року. У 1885—1889 роках працював міським архітектором у місті Клин. 1889 року переїхав до Москви, де його призначили архітектором Єлисаветинського інституту, а 1893 року перевели на посаду архітектора Ізмайловської військової богадільні. Того ж року вступив до Московського архітектурного товариства.
1894 року Родіонова призначили архітектором Синодального управління. Був членом Комітету з реставрації Успенського собору в Кремлі, виконавцем робіт із реставрації Новодівичого монастиря. У 1907—1915 роках був членом Московської губернської земської управи, де завідував статистичним і будівельним відділами. 1916 року Родіонов став головою Російсько-слов'янського союзу.
Похований у Новодівичому монастирі.